# 費塞特拉山
46°57′57″N 9°59′44″E / 46.96583°N 9.99556°E

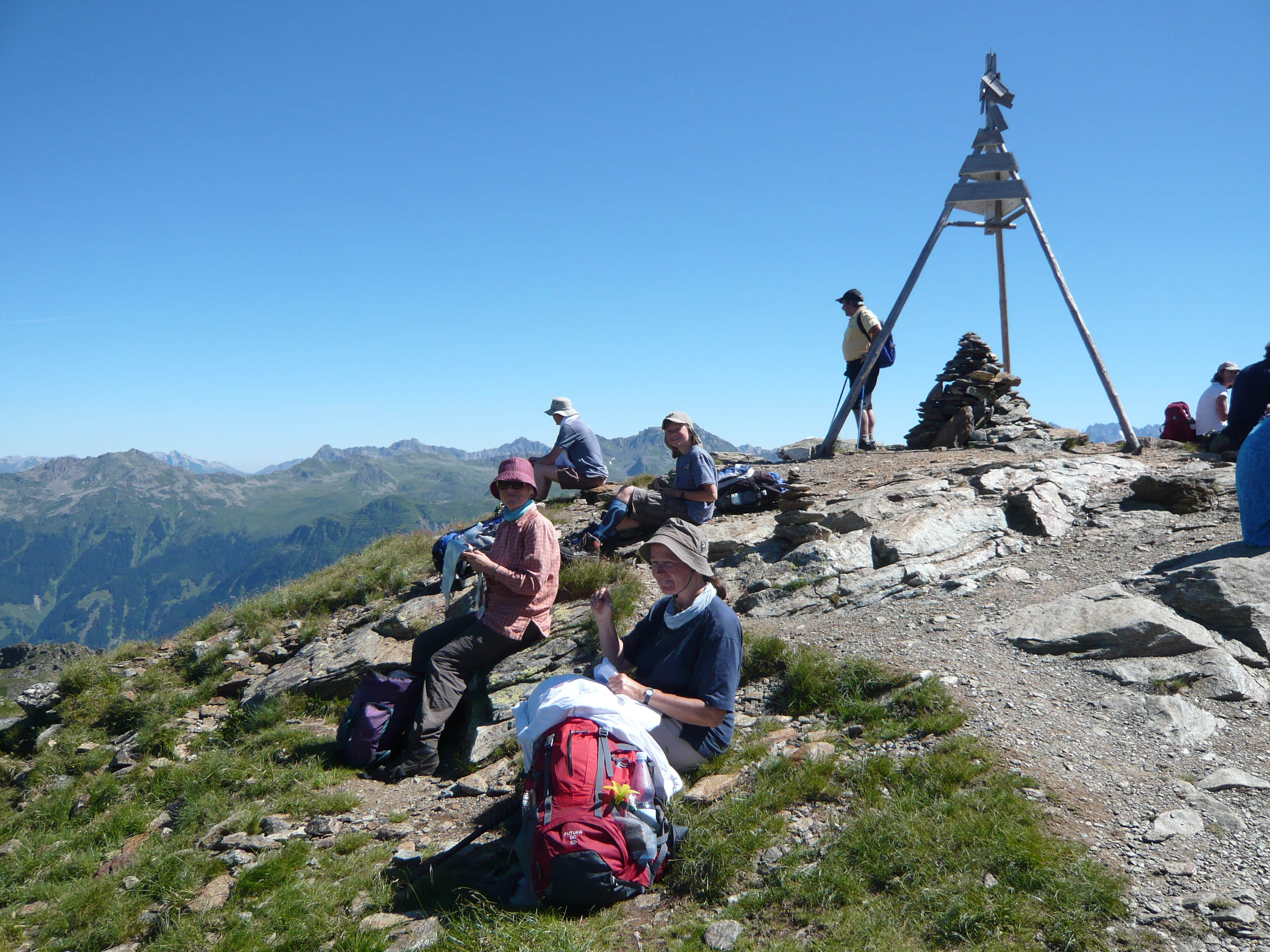

費塞特拉山（德語：Versettla），是奧地利的山峰，位於該國西部，由福拉爾貝格州負責管轄，屬於錫爾夫雷塔阿爾卑斯山脈的一部分，距離馬德里塞拉山1公里，海拔高度2,372米，每年平均降雨量1,367毫米。